# Kampti
Kampti là một tổng thuộc tỉnh Poniở phía nam Burkina Faso. Thủ phủ là thị xã Kampti. Dân số năm 2006 là 44.026 người.

## Các thị xã và làng xã
Bagniridouo, Bankora, Bantara, Barkpèra, Bodana, Bondomena, Boussoura, Danagnara, Danamiara, Dandgara, Danwassara, Difitara, Dindou, Dininemina, Dinkafira, Djiépèra, Donhomena, Fofora, Galgouli, Gbakonoco, Gbalara, Gbangankora, Gbantara, Gbonkolou, Gnelintara, Gongonboulo, Gongone, Gongontionao, Gon-yiora, Gotakpoulala, Gwelféléla, Guirina, Houlmana, Ihoura, Irino, Kampti-Lobi, Kilingbara, Kohinena, Kompi, Konakièra, Kongara, Koroho, Kotikora, Koulantionao, Kounkana, Koursièra, Kpantianao, Kpapira, Kparanta, Kpatoura, Kpintana, Kuekuera, Kunkuna, Larbi, Latara, Lèba, Lermitera, Logolona, Loutionao, Mamina, Mintara, Mouléra, Naboundjira, Nambira, N'dangbara, Niamina, Niamiséo, Nimpira, Niolkara, Nionboulola, Nokindjoura, Nokpadouo, Nouonkpalala, N'tompira, N'tonhela, Olkoro, Ouadaradouo, Ouarbio, Ouationao, Ouèouèrèouè, Passena, Pièna, Pola-Kampti, Poltionao, Pokarana, Poniro, Sakalao, Sambitèra, Sangbatara, Sangoulanti, Setoundouo, Sorombora, Takpouloula, Tièmana, Timbiela, Tinkakpèrèra, Tinkiro, Tintoura, Tiobiel, Tiopanawo, Tiopolo, Tiosséra, Tobinkora, Tobroura, Tognora, Tohevara, Tompéna, Tompomena, Torkora, Tormana, Torohiri, Tountana-Sèboura và Yolonhiera.